# Нагорний Іван Якович
Іван Якович Нагорний (нар. 31 березня 1925, Суми, Сумська округа , Харківська губернія, Українська РСР, СРСР — пом. 19 жовтня 1991, Суми, Українська РСР, СРСР) — український радянський військовик, навідник 45-міліметрової гармати 173-го стрілецького полку 90-ї Ропшинської стрілецької дивізії 21-ї армії Ленінградського фронту, рядовий; навідник 45-міліметрової гармати 173-го стрілецького полку 90-ї Ропшинської стрілецької дивізії 2-ї ударної армії Ленінградського фронту, молодший сержант; навідник 45-міліметрової гармати 173-го стрілецького полку 90-ї Ропшинської стрілецької дивізії 2-ї ударної армії 2-го Білоруського фронту, молодший сержант.

## Біографія
Народився 31 березня 1925 року в обласному центрі Сумської області, Української РСР — місті Суми в сім'ї робітника. Українець. Закінчив сім класів. Працював слюсарем на місцевому ремонтному заводі.
Під час німецько-радянської війни Іван Нагорний був примусово відправлений на роботи до Німеччини. Але на пересильному пункті йому вдалося втекти.
У Червоній Армії з вересня 1943 року. Учасник німецько-радянської війни з січня 1944 року. Відзначився в боях на Карельському перешийку, при звільненні Тарту, Варшави, штурмі Кенігсберга. Був один раз поранений і один раз контужений.
Навідник 45-міліметрової гармати 173-го стрілецького полку рядовий Іван Нагорний 14 червня 1944 року при прориві оборони противника на Карельському перешийку під населеним пунктом Каннаскен разом з розрахунком влучним вогнем знищив дот і 2 кулеметні точки, полегшивши форсування стрілецькому батальйону. Потім під артилерійсько-мінометним обстрілом переправив з бійцями гармату на протилежний берег річки Райволанйокі і, ведучи вогонь по загородженням противника, зробив три проходи в них і в мінному полі, сприяючи прориву оборони ворога. Наказом від 6 липня 1944 року «за зразкове виконання завдань командування в боях з німецько-фашистськими загарбниками» червоноармієць Нагорний Іван Якович нагороджений орденом Слави 3-го ступеня.
17 вересня 1944 року молодший сержант Іван Нагорний в складі 173-го стрілецького полку 90-ї Ропшинської стрілецької дивізії на північ від міста Тарту гарматою придушив три вогневі точки супротивника, що дало можливість стрільцям піднятися в атаку. Наказом від 29 вересня 1944 року «за зразкове виконання завдань командування в боях з німецько-фашистськими загарбниками» молодший сержант Нагорний Іван Якович нагороджений орденом Слави 2-го ступеня.
У боях з 16 по 18 лютого 1945 року за населений пункт Нойенбург Іван Нагорний знищив зі своїм розрахунком три автомашини з боєприпасами, кулемет і більше, ніж відділення піхоти противника. Указом Президії Верховної Ради СРСР від 29 червня 1945 року «за зразкове виконання завдань командування в боях з німецько-фашистськими загарбниками» молодший сержант Нагорний Іван Якович нагороджений орденом Слави 1-го ступеня, ставши повним кавалером ордена Слави.
Після війни продовжував службу в лавах Радянської Армії. У 1952 році Іван Нагорний демобілізований. Повернувся до рідного міста Суми. Працював на Сумському ремонтному заводі бригадиром зварників. Помер 19 жовтня 1991 року.
Нагороджений орденами Вітчизняної війни 1-го ступеня, Слави 1-й, 2-й і 3-го ступеня, медалями.
Учасник ювілейних Парадів Перемоги 1985 року й 1990 року.